# Parcs nationaux de la République dominicaine
La République dominicaine possède 19 parcs nationaux, protégeant les milieux terrestres et marins. 
Ils sont administrés par le ministère de l'Environnement et des Ressources naturelles et régis par la Loi 67 de 1974.

## Liste des parcs nationaux
| Image | Parc national                            | Création | Superficie km2 | Notes       |
| ----- | ---------------------------------------- | -------- | -------------- | ----------- |
|       | Parc national Armando Bermúdez           | 1956     | 766            |             |
|       | Parc national Cabo Cabrón                |          |                |             |
|       | Parc national Del Este (en)              | 1975     | 420            |             |
|       | Parc national El Morro                   |          |                |             |
|       | Parc national Humedales del Ozama        |          |                |             |
|       | Parc national Jaragua (es)               | 1983     |                |             |
|       | José del Carmen Ramírez                  | 1956     | 764            |             |
|       | Lago Enriquillo e Isla Cabritos          | 1974     |                |             |
|       | Parc national Los Haitises               | 1968     | 826            |             |
|       | Parc national Manglares del Bajo Yuna    |          |                | Site Ramsar |
|       | Parc national Manglares del Estero Balsa |          |                |             |
|       | Parc national Montaña La Humeadora       | 1992     | 84             |             |
|       | Parc national Nalga de Maco              | 1995     | 280            |             |
|       | Parc national Sierra de Bahoruco         | 1983     |                |             |
|       | Parc national Sierra de Neyba            | 1995     | 407            |             |
|       | Parc national Sierra Martín García       |          | 201            |             |
|       | Parc national Valle Nuevo                | 1961     |                |             |
|       | Parc national marin La Caleta (es)       | 1986     | 10             |             |
|       | Parc national marin Monte Cristi (es)    | 1983     | 550            |             |